# Presles (Hainaut)
Pour les articles homonymes, voir Presles.
Presles [pʀɛl] (en wallon Préle) est une section de la commune belge d'Aiseau-Presles située en Wallonie dans la province de Hainaut. C’était une commune à part entière avant la fusion des communes.

## Étymologie
Presles vient du latin praelium, le combat. En réalité, l'ancien nom du village était « Pratellis » qui veut dire « le petit pré ».

## Géographie

### Morphologie urbaine

#### Lieux-dits
Bas-Sart, Belle-Vue, Binches, Bordinois, Buriau, Cahoterie, Charmoie, Coumagne, Drève, Golias, Haie Cornaie, Prés Burniaux, Taienne, Vesquoit, Vieux Sarts, Les Longs Prés, Les Glaisières, La Lum'rodge, Prés Burniaux, Dessus des Roches, La Caoterie et le Fond de Coupe-Gueule.

#### Cité
Cité Solaire.

## Évolution démographique
- Sources : INS, Rem. : 1831 jusqu'en 1970 = recensements, 1976 = nombre d'habitants au 31 décembre.
- 1880: Scission de Roselies en 1878

## Histoire
L'hypothèse selon laquelle la bataille de Jules César contre les Nerviens se serait passée à Presles, fut infirmée en 1940. En 1033, une charte fait une mention pour la première fois de Presles, évoquant les possessions de l'abbaye de Florennes. Le pape Innocent II en 1143 confirma les possessions appartenant à l'église-cathédrale de Liège et cite celles de Presles. En 1878, le hameau de Roselies a été détaché de Presles et érigé en commune indépendante avant que la fusion des communes de 1977 le rattache avec les autres communes pour former Aiseau-Presles.

### Archéologie
En 1851, dans le parc du château d'Outremont, des archéologues mirent au jour des ossements d'un cerf géant (mégacéros). En 1904, ce fut une trouvaille importante : un bracelet en jais muni de fermoirs en or et orné de deux têtes de serpent ainsi qu'un médaillon central décoré de l'effigie d'un empereur à couronne radiée du IIIe siècle. Un dolmen, des poteries, des armes et un cimetière gaulois furent trouvés en 1851. Des vestiges de la période néolithique ont été découverts : des ossements d'hommes de petite taille.

## Patrimoine et culture

### Patrimoine architectural
- Le château de Presles est une demeure seigneuriale dont les vestiges les plus anciens remontent au XIVe siècle. Le château actuel est édifié en 1851 par l'architecte A. Balat[3].
- À la rue de Fosses, se trouve une grande maison : La Ferme Modèle, construite en 1937 par Marcel Leborgne, puis transformée en hôtel "Hôtel des Longs Près", aujourd'hui à l'abandon.
- Église Saint-Remy, l'ancienne église restaurée en 1825 est abattue en 1854. L'église actuelle est en style éclectique. Elle se situe derrière le château[4].
- Potale Notre-Dame des Affligés, place Belle-Vue[4].
- Ferme de la Caoterie, remontant au XVIIe siècle et remaniée aux XIXe et XXe siècles, rue de la Caoterie[4].
- Chapelle Saint-Roch, édifice en moellons de calcaire et pierre de taille à pans coupé de la fin du XVIIIe siècle, place Communale[4].
- Ancienne ferme Golias, construite en briques et moellons calcaires au XVIIe siècle et profondément remaniée principalement au XIXe siècle, rue Golias[5].
- Chapelle Saint-Joseph, petit édifice hexagonal daté de 1874, rue du Pont[6].

### Culture

#### Culture Wallonne
Le village possède sa troupe de théâtre en wallon, Les Nerviens qui a déjà été de nombreuses fois primée.

## Personnalités
- Théodore Fourmois (1814-1871), paysagiste, peintre de scènes de genre, aquarelliste, dessinateur et graveur, né à Presles.
- Lucien Cerfaux (1883-1968), théologien bibliste, né à Presles.